# Peganden
Peganden is een bestuurslaag in het regentschap Gresik van de provincie Oost-Java, Indonesië. Peganden telt 4200 inwoners (volkstelling 2010).